# Дейв Морис
Дейв Морис (на английски: Dave Morris) е английски писател, автор на произведения в жанровете книги-игри, графичен роман, научна фантастика, фентъзи, хорър и детска литература. Писал е хороскопи под псевдонима Мария Палмър (Maria Palmer).

## Биография
Дейв Морис е роден на 19 март 1957 г. в Стоук Погес, Бъкингамшър, Англия. Израства в Съри. Получава магистърска степен по физика от Магдален Колидж на Оксфордския университет, където учи в периода 1976 – 1979 г.
Първият му роман Crypt of the Vampire от поредицата „Златен дракон“ е публикуван през 1984 г.
През 1987 г. е издаден първият му роман „Бойните ровове на Крарт“ от поредицата книги-игри „Кървав меч“ в съавторство с Оливър Джонсън. На всеки тринадесет лунни месеца маговете на Крарт провеждат смъртоносно съревнование, за да установят кой от тях ще властва над тази мрачна и ледена земя. Те изпращат дръзки приключенци долу в лабиринтите, които лежат под тундрата, като всеки приключенец или отбор от приключенци търси Емблемата на победата, която ще спечели власт за техния покровител. Само един отбор може да оцелее, а другите трябва да умрат.
Дейв Морис има значителен опит в проектирането на видеоигри (като Warrior Kings) и пише комикси. Работи като сценарист за Би Би Си, Endemol, Carlton, Pearson и Flextech. Като ментор на лабораторията за цифрово съдържание на Американския филмов институт работи с партньори като NBC и Microsoft по създаването на нови форми на развлечения и интерактивност.
От 2010 г. пише независимия комикс-сага „Мирабилис“.
Дейв Морис живее със семейството си в Батерси, Лондон.

### Поредица Blood Sword („Кървав меч“ заедно сОливър Джонсън)
- The Battlepits of Krarth (1987, Hodder & Stoughton, ISBN 0-340-40154-0)
- The Kingdom of Wyrd (1987, Hodder & Stoughton, ISBN 0-340-40155-9)
- The Demon's Claw (1987, Hodder & Stoughton, ISBN 0-340-41206-2)
- Doomwalk (1988, Hodder & Stoughton, ISBN 0-340-42397-8)
- The Walls of Spyte (1988, Hodder & Stoughton, ISBN 0-340-49168-X)

### Chronicles of the Magi
- The Sword of Life (1997, Hodder Headline, ISBN 0-340-67298-6)
- The Kingdom of Dreams (1997, Hodder Headline, ISBN 0-340-67299-4)
- The City of Stars (1997, Hodder Headline, ISBN 0-340-67300-1)

### Crystal Maze
- The Crystal Maze (с Джейми Томсън, 1991)
- Crystal Maze Challenge! (с Джейми Томсън, 1992)

### Поредица Dragon Warriors
- Dragon Warriors (1985, Transworld, ISBN 0-552-52287-2)
- The Way of Wizardry (1985, Transworld, ISBN 0-552-52288-0)
- Out of the Shadows (1986, Transworld, ISBN 0-552-52333-X)
- The Lands of Legend (1986, Transworld, ISBN 0-552-52335-6)
- Dragon Warriors (преработено издание, 2008, Magnum Opus Press, ISBN 978-1-906103-96-5)
- Sleeping Gods (2008, Magnum Opus Press, ISBN 978-1-906508-03-6)
- Bestiary (2008, Magnum Opus Press, ISBN 978-1-906103-99-6)

### Поредица Fabled Lands („Легендарни земи“ сДжейми Томсън)
- The War-Torn Kingdom (1995, Macmillan, ISBN 0-330-33614-2)
- Cities of Gold and Glory (1995, Macmillan, ISBN 0-330-33615-0)
- Over the Blood-Dark Sea (1995, Macmillan, ISBN 0-330-34172-3)
- The Plains of Howling Darkness (1996, Macmillan, ISBN 0-330-34173-1)
- The Court of Hidden Faces (1996, Macmillan, ISBN 0-330-34431-5)
- Lords of the Rising Sun (1996, Macmillan, ISBN 0-330-34430-7)

### Поредица Fighting Fantasy („Битки безброй“ сДжейми Томсън)
- The Keep of the Lich-Lord (1990, Puffin Books, ISBN 978-0-140341-37-9)

### Поредица Golden Dragon
- Crypt of the Vampire (1984, Transworld, ISBN 978-0-583307-49-9)
- Temple of Flame (с Оливър Джонсън, 1984, Transworld, ISBN 978-0-583307-48-2)
- The Eye of the Dragon (1985, Transworld, ISBN 978-0-583307-61-1)
- Castle of Lost Souls (с Айв Нюнам, 1985, Transworld, ISBN 978-0-583307-62-8)

### Поредица Heroquest
- The Tyrant's Tomb (1993, Corgi Books, ISBN 0-552-52777-7)
- The Screaming Spectre (1993, Corgi Books, ISBN 0-552-52776-9)
- The Fellowship of Four (1993, Corgi Books, ISBN 0-552-52721-1)

### Поредица Knightmare
- Knightmare (1988, Transworld, ISBN 0-552-52540-5)
- The Labyrinths of Fear (1989, Transworld, ISBN 0-552-52608-8)
- Fortress of Assassins (1990, Transworld, ISBN 0-552-52638-X)
- The Sorcerer's Isle (1991, Transworld, ISBN 0-552-52714-9)
- The Forbidden Gate (1992, Transworld, ISBN 0-440-86317-1)
- The Dragon's Lair (1993, Transworld, ISBN 0-440-86328-7)
- Lord Fear's Domain (1994, Transworld, ISBN 0-440-86336-8)

### Поредица Teenage Mutant Ninja Turtles
- Buried Treasure (1990, Transworld, ISBN 0-440-40391-X)
- Sixguns and Shurikens (1990, Transworld, ISBN 0-440-80218-0)
- Sky High (1990, Transworld, ISBN 0-440-40389-8)
- Red Herrings (1990, Transworld, ISBN 0-440-40390-1)
- Dinosaur Farm (1991, Transworld, ISBN 0-440-40491-6)
- Splinter to the Fore (1991, Transworld, ISBN 0-440-40492-4)

### Поредица Virtual Reality („Ново поколение книги-игри“ сМарк Смит)
- Down Among the Dead Men (1993, Reed Consumer Books, ISBN 0-749-71485-9)
- Necklace of Skulls (1993, Reed Consumer Books, ISBN 0-749-71487-5)
- Heart of Ice (1994, Reed Consumer Books, ISBN 0-749-71674-6)
- Twist of Fate (1994, Reed Consumer Books, ISBN 0-749-71675-4)

### Други
- Game Architecture and Design (с Андрю Ролингс, 2003, Pearson Education, ISBN 0-735-71363-4)
- Game Guru: Role-Playing Games (с Лео Хартас, 2004, ILEX Press, ISBN 1-904-70544-8)
- Game Guru: Strategy Games (с Лео Хартас, 2004, ILEX Press, ISBN 1-904-70545-6)
- Machinima: Making Animated Movies in 3D Virtual Environments (с Дейв Лойд и Мат Келанд, 2005, ILEX Press, ISBN 1-904-70564-2)
- A Minotaur at the Savoy (2011, Mirus Entertainment, ISBN 978-0-956-67789-1)
- Mirabilis: Year of Wonders, Volume One (2011, Printmedia Productions, ISBN 978-0-956-71211-0)
- Frankenstein (2012, Profile Books, ISBN 978-1-847-65831-9)[1]
- Can You Brexit? Without Breaking Britain (с Джейми Томсън, 2018)